# 21542 Кеннажанні
21542 Кеннажанні (21542 Kennajeannet) — астероїд головного поясу, відкритий 17 серпня 1998 року.
Тіссеранів параметр щодо Юпітера — 3,140.